# Мельшов
Мельшов (нім. Mölschow) — громада в Німеччині, розташована в землі Мекленбург-Передня Померанія. Входить до складу району Передня Померанія-Грайфсвальд. Складова частина об'єднання громад Узедом-Норд.
Площа — 15,3 км2. Населення становить 779 ос. (станом на 31 грудня 2020).

## Галерея

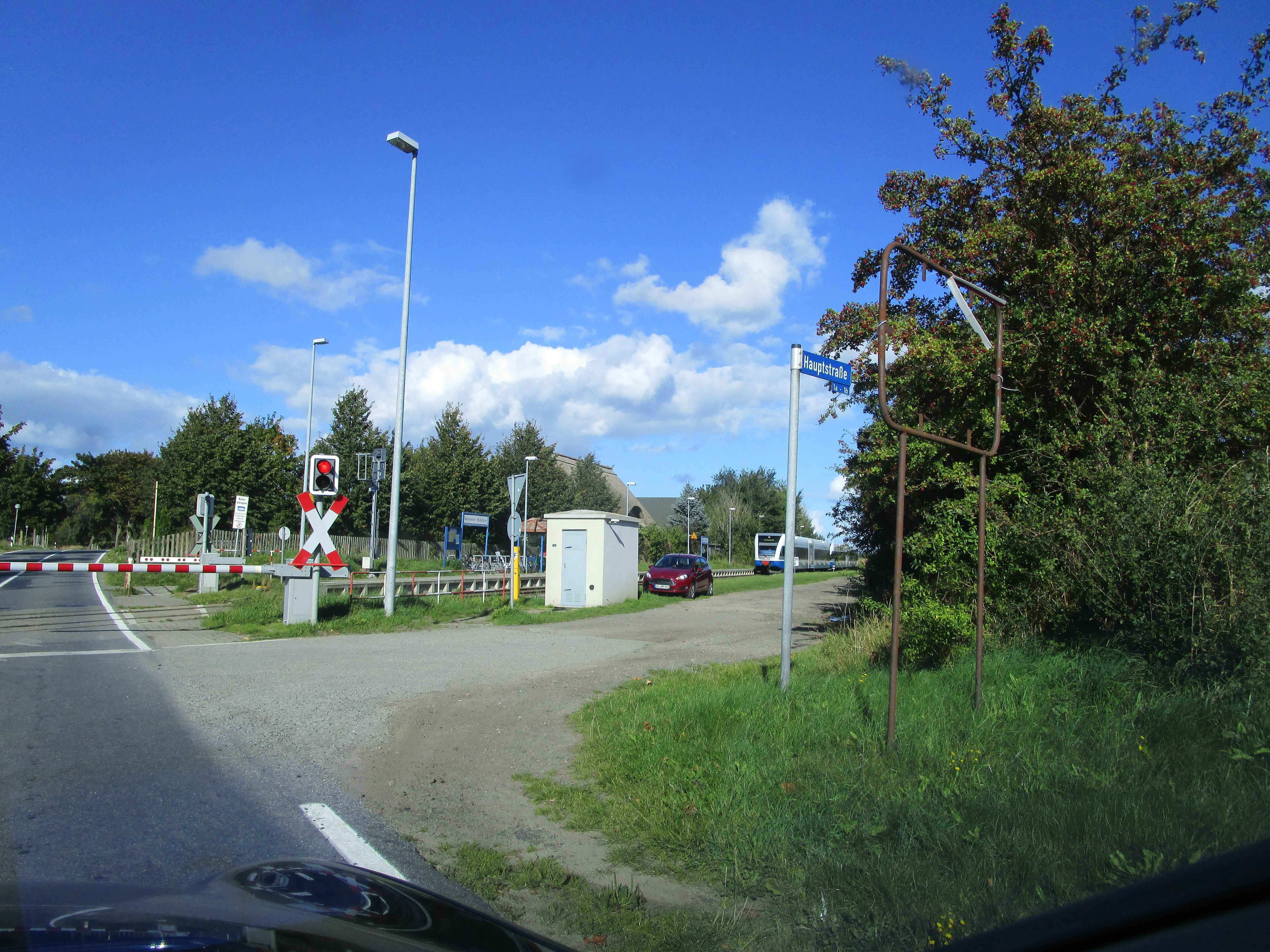
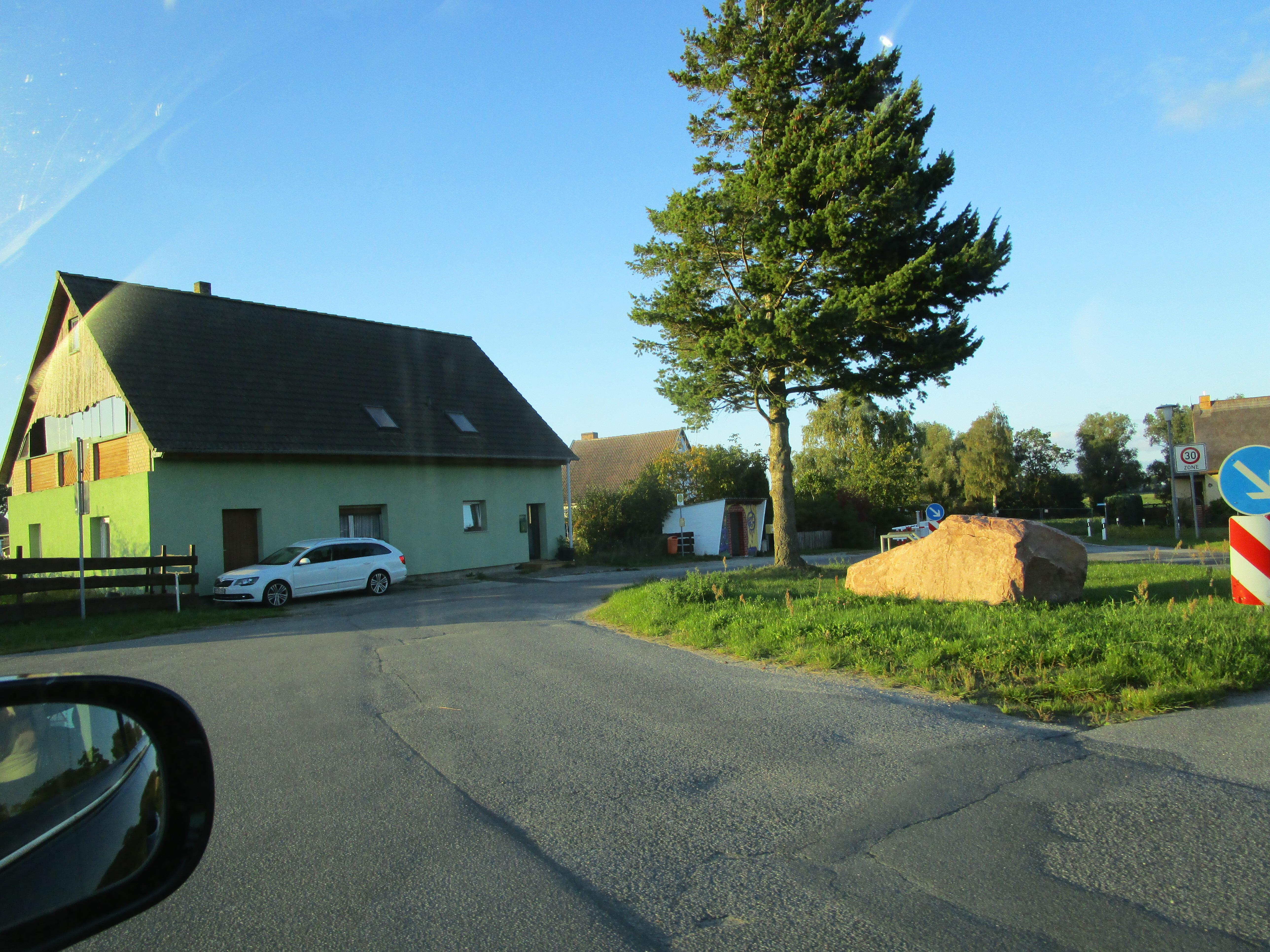